# Mount Machatschek
Mount Machatschek ist ein rund 500 m hoher, markanter und hauptsächlich verschneiter Berg im Norden der Adelaide-Insel vor der Westküste der Antarktischen Halbinsel. Er ragt 22,5 km südwestlich des Mount Vélain auf.
Luftaufnahmen der US-amerikanischen Ronne Antarctic Research Expedition (1947–1948) und der Falkland Islands and Dependencies Aerial Survey Expedition (1956–1957) dienten seiner Kartierung. Das UK Antarctic Place-Names Committee benannte ihn 1960 nach dem österreichischen Geographen Fritz Machatschek (1876–1957).